# Palazzo Caracciolo di Avellino

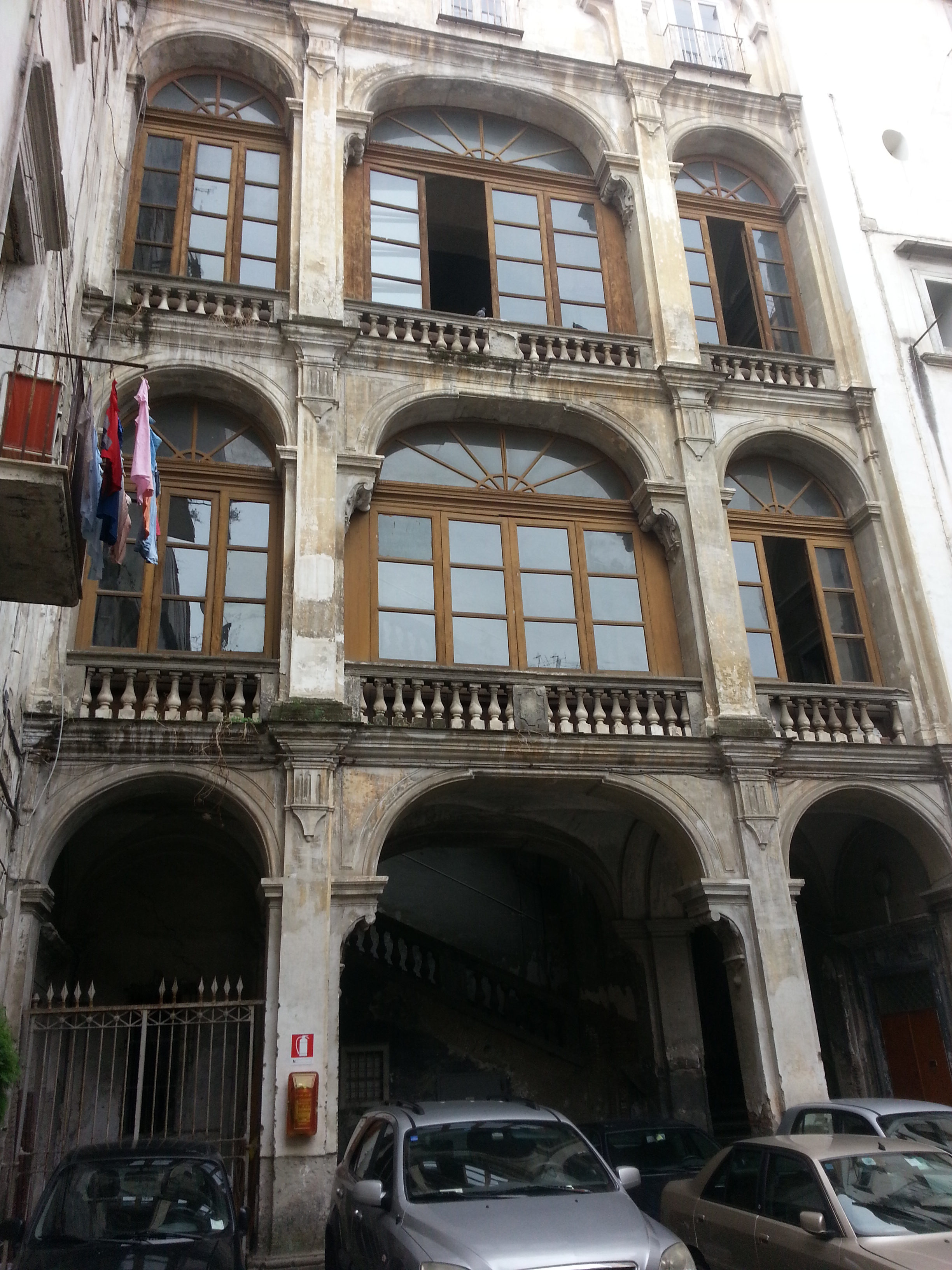
Treppe aus dem 17. Jahrhundert im Palazzo Caracciolo di Avellino in Neapel

Der Palazzo Caracciolo di Avellino ist ein Palast aus dem 14. Jahrhundert im Viertel San Lorenzo von Neapel in der italienischen Region Kampanien. Er liegt am Largo Proprio d’Avellino.

## Geschichte
Um das Jahr 350 ließ Severus, Bischof von Neapel, ein Kloster namens „San Potito“ dort errichten, wo heute der Largo Proprio d’Avellino liegt.
Gegenüber diesem Kloster wurde im 14. Jahrhundert die Residenz der Familie Gambacorta errichtet: Ursprünglich handelte es sich dabei um einen streng mittelalterlichen Palast, der vom Baumeister Giacomo de Santis projektiert wurde. Von dieser ursprünglichen Konstruktion ist noch ein Teil des Untergeschosses aus Piperno an der Via San Giovanni in Porta erhalten.
Die Erbfolge reichte vermutlich bis zu Lucrezia Gambacorta, der Gattin von Giovanni de’ Rossi. Später entwickelten sich verwandtschaftliche Beziehungen zwischen den Familien De‘ Rossi und den Herzögen von Avellino und das Eigentum an dem Palast wurde zwischen den beiden Familien aufgeteilt.
Die ersten Restaurierungsarbeiten wurden 1522 im Auftrag der De’ Rossis durchgeführt: Die Arbeiten wurden vom Seggio di Montagna mit der Bitte, den Übergang, der die beiden Anwesen mit dem Anwesen der Follieros verband, abzureißen, gefördert. Die De’ Rossis erreichten im Gegenzug die Absenkung des Straßenniveaus des Vico San Petrillo (so genannt wegen des dort befindlichen Kirchleins San Pietro, das von den De Ferraris gestiftet wurde) und die Vermietung einiger Zimmer des Palastes an Studenten (denen es bis dahin verboten war, in der Stadt zu wohnen).
Später fiel das Gebäude teilweise an Torquato Tasso, den Sohn von Porzia de’ Rossi, und teilweise an Domizio Caracciolo, Fürst von Atripalda, der seine Immobilie seinem Neffen, Camillo Caracciolo, Prinz von Avellino, hinterließ.
Nach diversen rechtlichen Streitigkeiten wegen der Aufteilung der Immobilie fiel der gesamte Palast 1596 an die Familie Caracciolo.
1610 verkauften die Mönche von San Potito mit der Erlaubnis von Papst Paul V. ihr Kloster an Camillo Caracciolo. Ab 1612 wurde des Palazzo Caracciolo di Avellino umgebaut und die große, offene Treppe in dem einfachen Innenhof errichtet. Das Kloster wurde an den Palast angeschlossen, um einen großen Komplex an der Straße zu schaffen. Heute kann man sehen, dass die gesamte Westseite des Komplexes durch einen Baukörper, den Rest des Kreuzganges des Klosters San Potito, bestehend aus sieben Rundbögen (dessen erster als Überführung über die Via Anticaglia dient) mit abgerundeten Kanten, eingenommen wird. Die Bögen stützen sich auf Pilaster mit seitlichen Stützen, die ein Gesims tragen, auf dem ein durchgehender Balkon platziert ist, der im Gegensatz zur Fassade des ursprünglichen Palastes nicht mit dem Geschosstrennungsgesims desselben zusammenfällt. Möglicherweise dachte man daran, die Bögen die gesamte Straße entlang zu führen und die Fassade des alten Palastes durch den Anbau des durchgehenden Balkons zu verändern: Probleme, von denen wir heute nichts wissen, mögen dies verhindert haben.
Das Gebäude wurde vor den Unruhen von Masaniello gerettet und im 19. Jahrhundert zog dort das Istituto Pontano ein. Später wurde es restauriert und zu einem Wohnblock umgestaltet. Heute ist in dem Baukörper, der den Rest des Klosters San Potito darstellt, die Galerie für zeitgenössische Kunst Fondazione Morra Greco untergebracht.
In dem Gebäude weilte auch der Geliebte der Königin Johanna II. (Sergianni Caracciolo), der auch sein Majordomus war.
Der Palast wurde kürzlich einer massiven Restaurierung unterzogen, der sowohl die Fassaden als auch die Innenräume des Flügels betraf, in dem die Fondazione Morra Greco untergebracht ist, die sich mit der Ausstellung zeitgenössischer Kunst befasst. Im ersten Obergeschoss ist eine Reihe von Räumen mit Fresken von Giacomo del Pò wieder zum Vorschein gekommen, während im zweiten Obergeschoss wegen des Einsturzes des Dachstuhls aufgrund der Jahrzehnte langen Vernachlässigung des Unterhalts nur wenige Räumlichkeiten mit bildlichen Darstellungen erhalten geblieben sind.  

## Bildergalerie

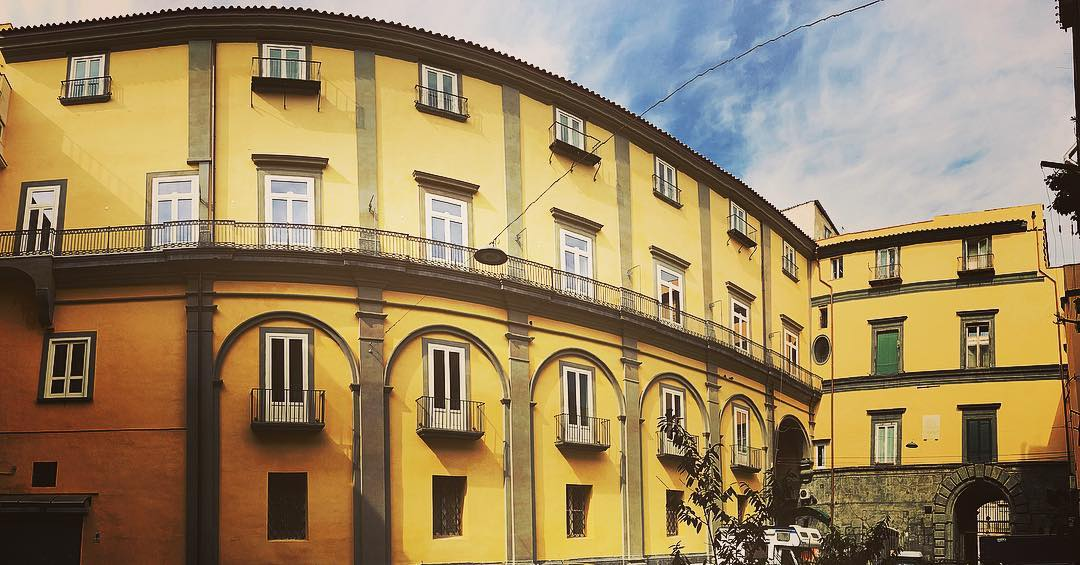
Fassaden des Palastes
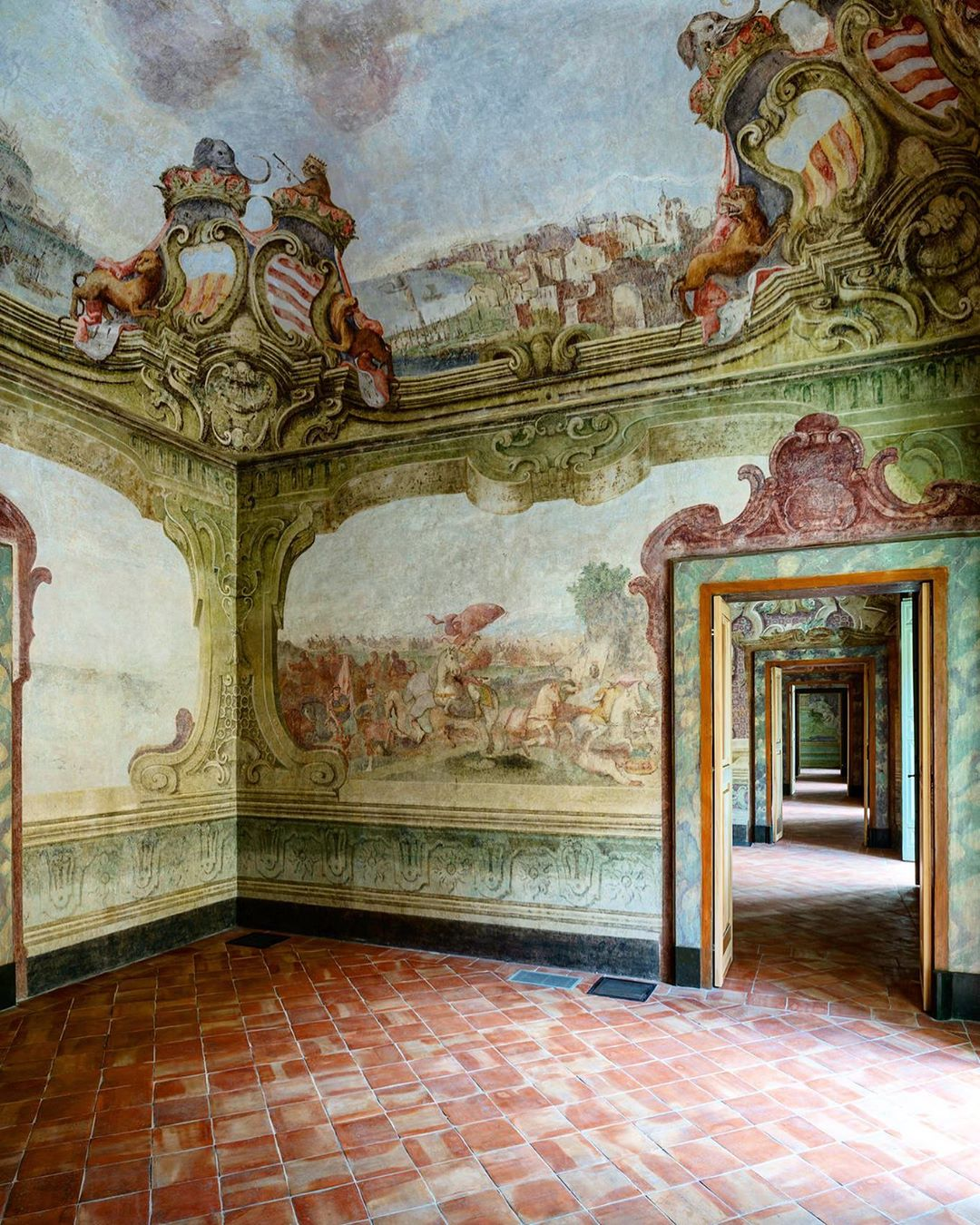
Folge von mit Fresken versehenen Räumlichkeiten
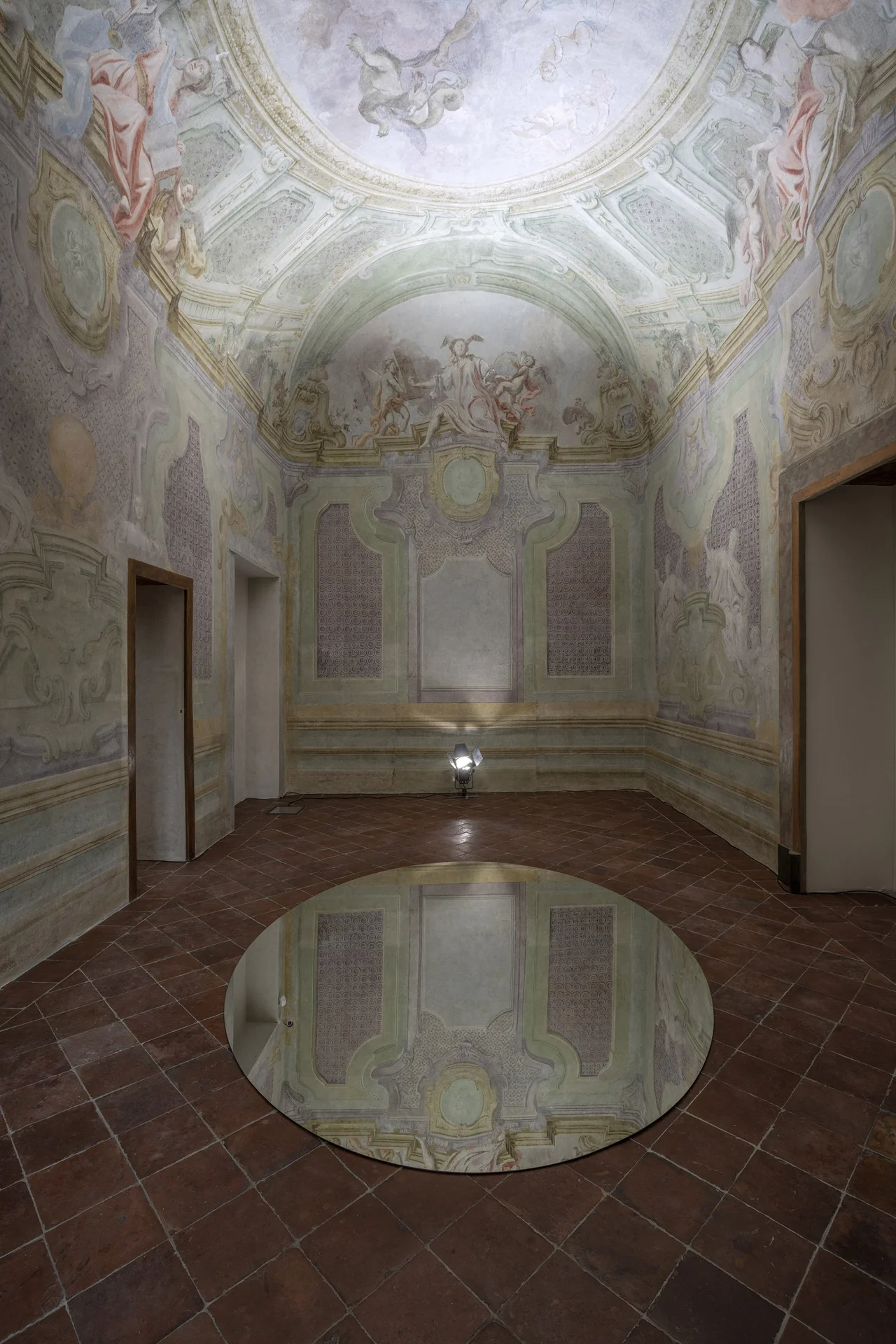
Ein weiterer, gänzlich ausgemalter Raum